# دلب مشرقي
الدلب المشرقي أو الجُنَّار أو الصِّنَار أو دُلب  أو عَيثام أو عَيثم أو الضَّراء أو صناراجنار (باللاتينية: Platanus orientalis)، و(بالإنجليزية: Platanaceae)‏ هو نوع شجري معمر، يتبع جنس الدلب من الفصيلة الدلبية.

## الموئل والانتشار
يمتد الموئل الأساسي للدلب المشرقي من البلقان إلى إيران، مروراً ببعض المناطق الشمالية في الوطن العربي من شمال فلسطين ولبنان إلى جبال اللاذقية في سورية وانتهاء بشمال العراق. يوسع بعض الباحثين نطاق هذا الموئل الطبيعي ليشمل ايبيريا (إسبانيا والبرتغال) في الغرب والهملايا في الشرق، و نظراً لأن هذه الشجرة معروفة في تلك المناطق منذ القدم، فإنه يصعب التحقق ما إذا كان هذا النوع أصيلاً أم دخيلاً.
تتواجد الشجرة في البيئات النهرية، إلى جانب أشجار الحور والصفصاف. ومع ذلك، فهي قادرة تماماً على البقاء والنجاح في التربة الجافة.

## الوصف النباتي
الدلب المشرقي شجرة نفضية يصل ارتفاعها إلى 15 مترا. تحمل أوراقها بالتناوب على الجذع. الأوراق مفصصة بشكل غائر. النبات أحادي المسكن. الثمار كروية محاطة بأهداب.

## معرض صور

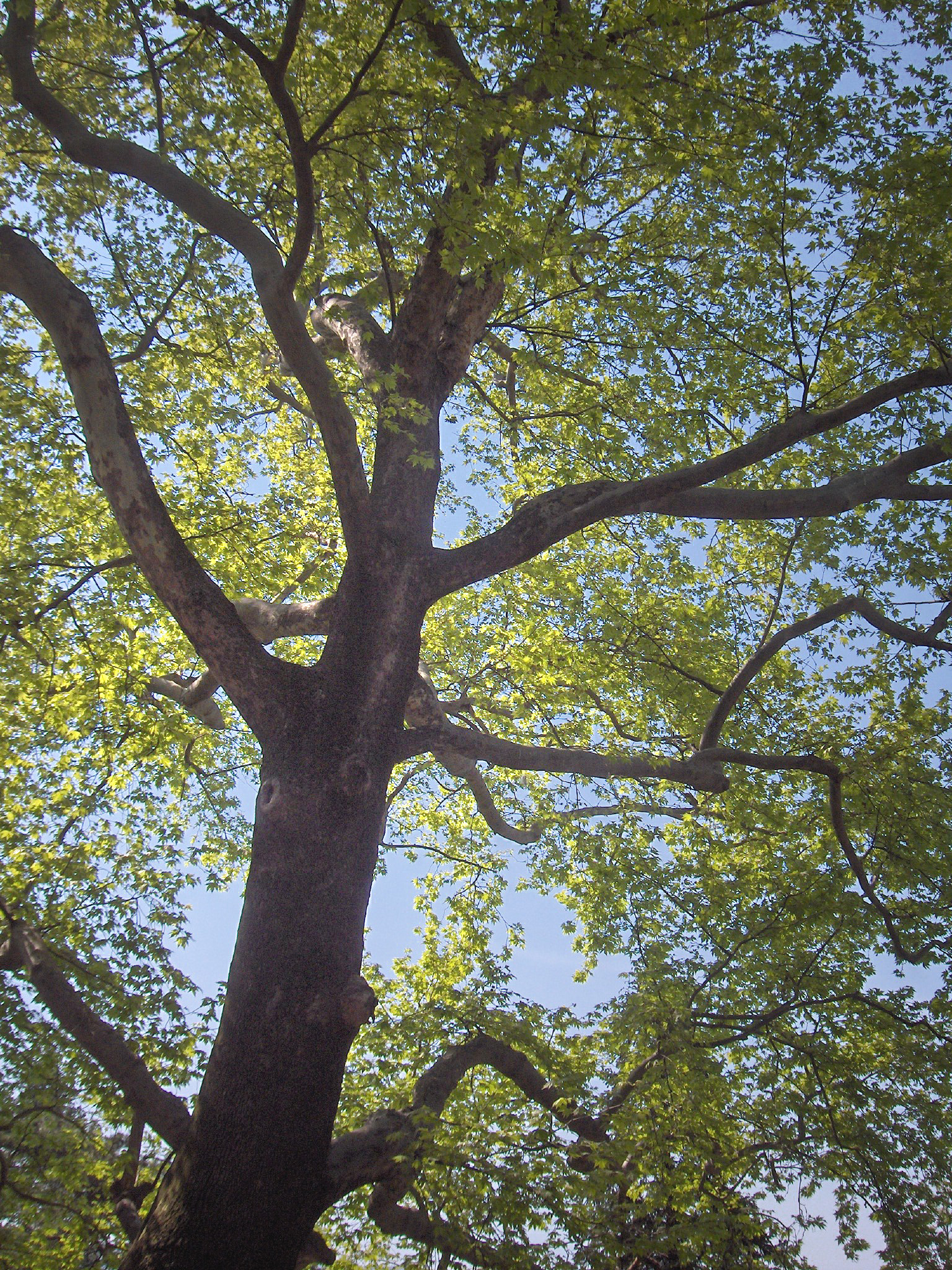
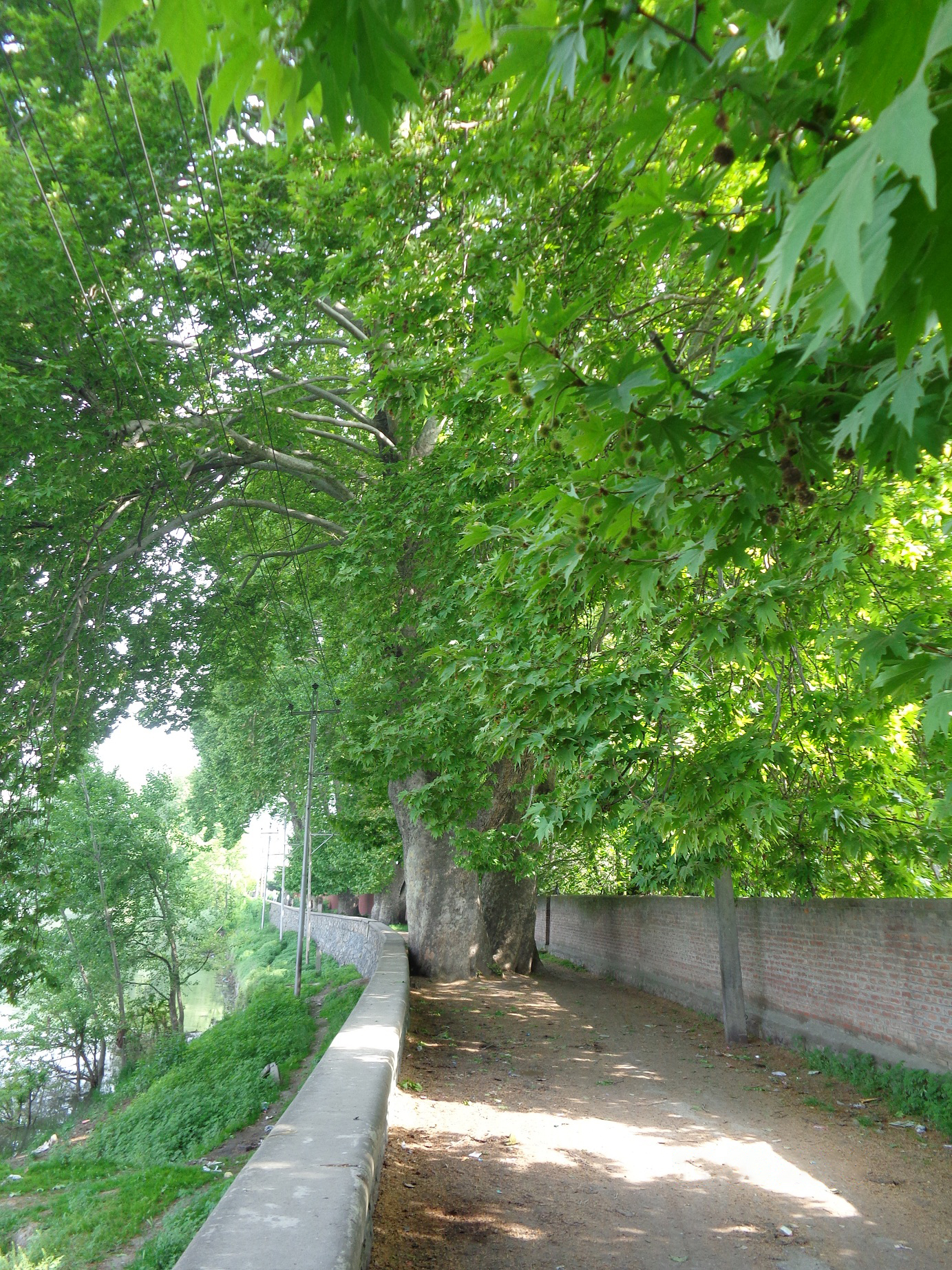
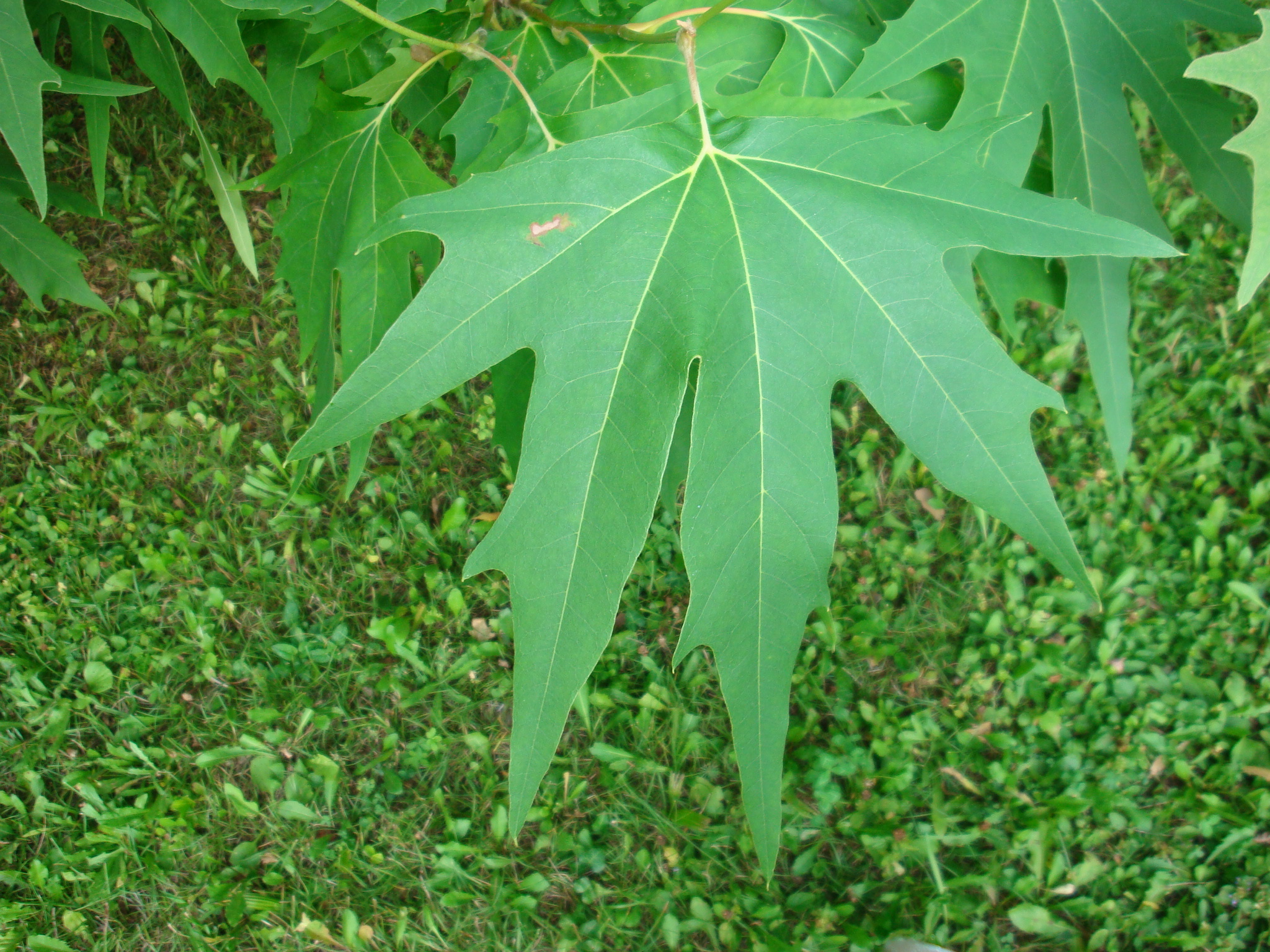
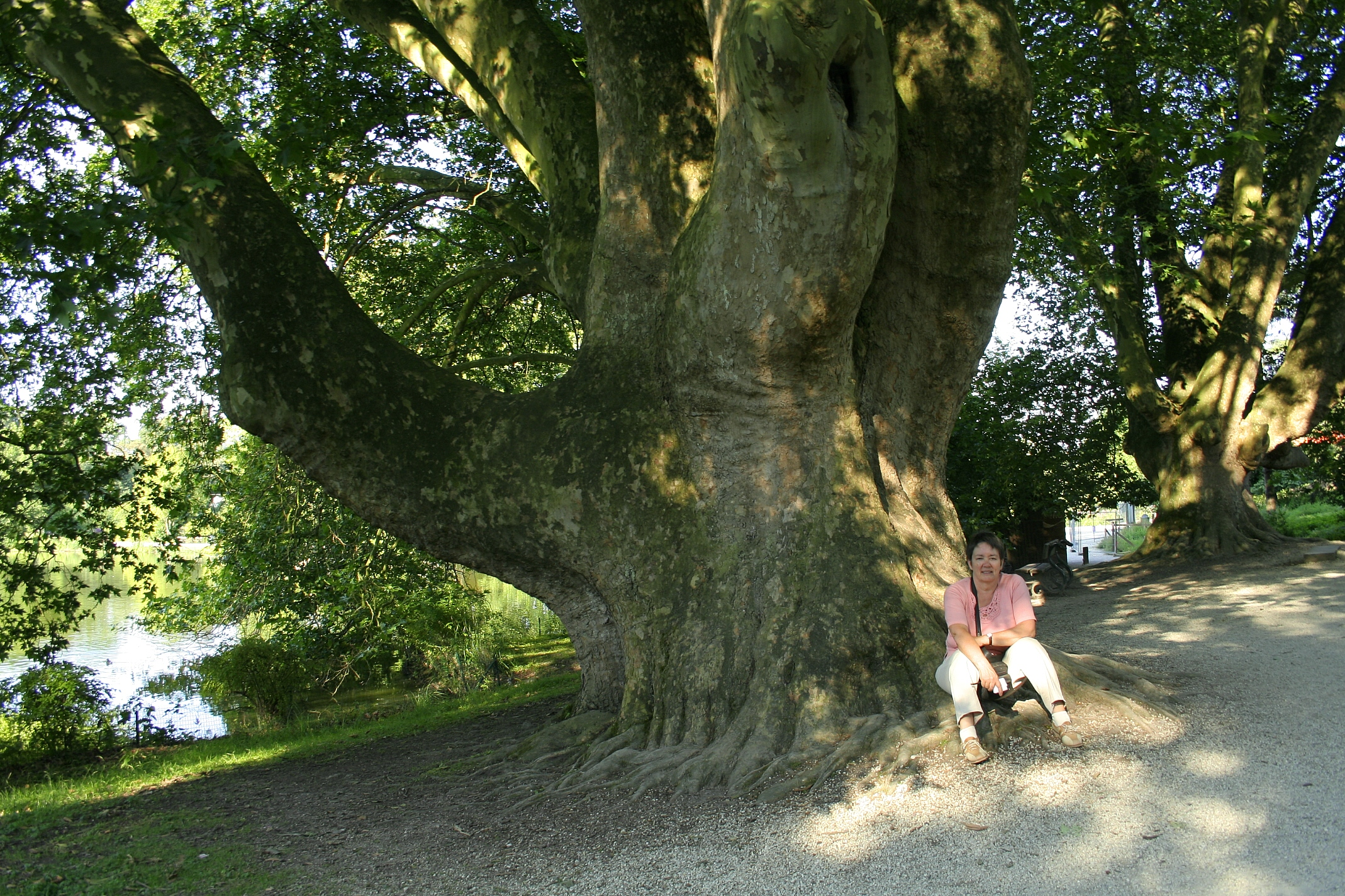